# Hiperbola (matematika)
A matematikában hiperbolának azokat a kúpszeleteket nevezik, amelyek úgy jönnek létre, hogy a végtelen kettős kúpot (forgáskúpot) metsző sík mindkét félkúpot metszi (a síknak a kúp tengelyével bezárt szöge kisebb, mint a kúp félnyílásszöge és a metsző síkra nem illeszkedik a kúp csúcsa).
A hiperbola úgy is definiálható, hogy azon pontok halmaza, melyeknek két rögzített ponttól (fókusz- vagy gyújtópontoktól) való távolságának különbségének abszolút értéke állandó. A két definíció azonosságának bizonyítását lásd a Dandelin-gömböknél.
A hiperbola a kétdimenziós Descartes-koordináta-rendszerben az alábbiakkal is definiálható:
{\displaystyle Ax^{2}+Bxy+Cy^{2}+Dx+Ey+F=0\,} és {\displaystyle B^{2}>4AC\,},
ahol az összes együttható (A,…,F) valós, és több, mint egy (x,y) megoldás létezik. Ekkor ezek az (x,y) megoldások adják meg (koordinátaként) a hiperbola pontjait.

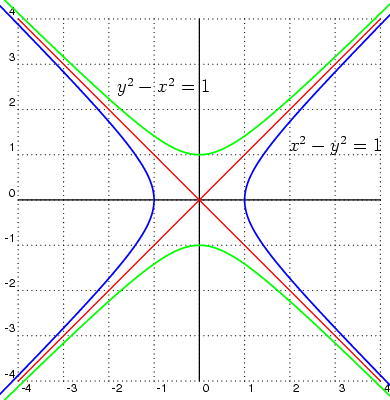
Konjugált hiperbolák

## Definíciók
- A hiperbola a fentieken kívül úgy is definiálható, hogy azon pontok halmaza, melyeknek egy adott ponttól (egyik fókusztól) való távolsága és egy egyenestől (direktrixtől vagy vezéregyenestől) való távolsága hányadosa állandó és nagyobb 1-nél. Ez az állandó a hiperbola excentricitása.

- A hiperbola másik, már említett definíciója: Azon pontok mértani helye, melyek a két fókuszponttól való távolságuk különbségének abszolút értéke állandó. Az ábra jelöléseivel:

{\displaystyle \left|d_{2}-d_{1}\right|=2a}.
A fókuszpontok a hiperbola egyik szimmetriatengelyén fekszenek, a köztük lévő távolság felezőpontját a hiperbola középpontjának nevezzük, a másik szimmetriatengely az elsőre a középponton átmenő merőleges egyenes.
A hiperbolának két, egymást nem metsző és nem érintő ága van. Minden határon túl növekvő távolságra fókuszoktól a hiperbola egy egyeneshez tart, melyet aszimptotának hívnak.
Konjugált hiperboláknak azokat nevezik, melyeknek aszimptotái megegyeznek, csak az aszimptoták különböző oldalain helyezkednek el.
A konjugált hiperbola speciális esete az egyenlő szárú  vagy egyenlő oldalú hiperbola, melynél az aszimptoták által bezárt szög derékszög. Annak az egyenlő szárú hiperbolának az egyenlete, melynek aszimptotái a koordinátatengelyekre esnek: xy=c, ahol c állandó.
Ahogy a szinusz és koszinusz függvényekkel az ellipszis egy parametrikus egyenletrendszerét lehet felírni, a szinusz hiperbolikusz és koszinusz hiperbolikusz függvények a hiperbola parametrikus egyenletrendszerét adják.

## Egyenletek

### Descartes koordinátákkal
Kelet–nyugat irányban nyitott hiperbola:
{\displaystyle {\frac {\left(x-h\right)^{2}}{a^{2}}}-{\frac {\left(y-k\right)^{2}}{b^{2}}}=1}
Észak-dél irányban nyitott hiperbola
{\displaystyle {\frac {\left(y-k\right)^{2}}{a^{2}}}-{\frac {\left(x-h\right)^{2}}{b^{2}}}=1}
Mindkét képletben (h,k) a hiperbola középpontja, a a fél-nagytengely (a két ág közötti távolság fele) és b a fél-kistengely. Megjegyezzük, hogy b lehet nagyobb, mint a.
Az excentricitás:
{\displaystyle e={\sqrt {1+{\frac {b^{2}}{a^{2}}}}}}
A kelet–nyugat irányban nyitott hiperbola fókuszpontjai:
{\displaystyle \left(h\pm c,k\right)}
és ugyanez észak-dél irányban nyitott hiperbolára:
{\displaystyle \left(h,k\pm c\right)} ahol {\displaystyle c^{2}=a^{2}+b^{2}}
Egyenlő szárú hiperbolák egyenlete, melyek aszimptotái párhuzamosak a koordináta tengelyekkel:
{\displaystyle (x-h)(y-k)=c\,}

### Polárkoordinátákkal
Kelet–nyugat irányban nyitott hiperbola:
{\displaystyle r^{2}=a\sec 2\theta \,}
Észak-dél irányban nyitott hiperbola
{\displaystyle r^{2}=-a\sec 2\theta \,}
Északkelet-délnyugat irányban nyitott hiperbola
{\displaystyle r^{2}=a\csc 2\theta \,}
Északnyugat-délkelet irányban nyitott hiperbola
{\displaystyle r^{2}=-a\csc 2\theta \,}
Az összes egyenletben a középpont az origóban van és a a fél-nagytengely.

### Parametrikus egyenletek
Kelet–nyugat irányban nyitott hiperbola:
{\displaystyle x=a\sec t+h\,} vagy {\displaystyle x=a\cosh t+h\,}
{\displaystyle y=b\tan t+k\,} vagy {\displaystyle y=b\sinh t+k\,}
Észak-dél irányban nyitott hiperbola
{\displaystyle x=a\tan t+h\,} vagy {\displaystyle x=a\sinh t+h\,}
{\displaystyle y=b\sec t+k\,} vagy {\displaystyle y=b\cosh t+k\,}
Mindkét egyenletben (h,k) hiperbola középpontja, a a fél-nagytengely, b a fél-kistengely.